# José Gallegos
José Jesus Gallegos (San Antonio, 22 settembre 2001) è un calciatore statunitense, centrocampista del SønderjyskE.

## Carriera
Cresciuto nel settore giovanile del San Antonio FC, il 25 aprile 2019 è stato promosso in prima squadra ed il 15 maggio ha debuttato nell'incontro di Lamar Hunt U.S. Open Cup vinto 2-0 contro il Laredo Heat. Ha segnato il suo primo gol il 9 giugno seguente nella partita di USL Championship vinto 3-2 contro il Reno 1868. Il 27 febbraio 2020 ha firmato ufficialmente un contratto professionistico.
Il 28 gennaio 2022 è stato acquistato a titolo definitivo dal SønderjyskE, club della prima divisione danese, con cui al termine della stagione 2021-2022 retrocede in seconda divisione, categoria in cui gioca per un biennio, ovvero fino alla vittoria del campionato nella stagione 2023-2024. Rimane in squadra anche nella stagione 2024-2025, disputata nuovamente in prima divisione.

## Statistiche

### Presenze e reti nei club
Statistiche aggiornate al 31 marzo 2025.
| Stagione              | Squadra               | Campionato            | Campionato | Campionato | Coppe nazionali | Coppe nazionali | Coppe nazionali | Coppe continentali | Coppe continentali | Coppe continentali | Altre coppe | Altre coppe | Altre coppe | Totale | Totale | Totale |
| Stagione              | Squadra               | Comp                  | Pres       | Reti       | Comp            | Pres            | Reti            | Comp               | Pres               | Reti               | Comp        | Pres        | Reti        | Pres   | Reti   |        |
| --------------------- | --------------------- | --------------------- | ---------- | ---------- | --------------- | --------------- | --------------- | ------------------ | ------------------ | ------------------ | ----------- | ----------- | ----------- | ------ | ------ | ------ |
| 2019                  | San Antonio FC        | USL                   | 14         | 1          | USCup           | 2               | 0               | -                  | -                  | -                  | -           | -           | -           | 16     | 1      |        |
| 2020                  | San Antonio FC        | USL                   | 17         | 2          | -               | -               | -               | -                  | -                  | -                  | -           | -           | -           | 17     | 2      |        |
| 2021                  | San Antonio FC        | USL                   | 32         | 7          | -               | -               | -               | -                  | -                  | -                  | -           | -           | -           | 32     | 7      |        |
| Totale San Antonio FC | Totale San Antonio FC | Totale San Antonio FC | 63         | 10         |                 | 2               | 0               |                    | -                  | -                  |             | -           | -           | 65     | 10     |        |
| gen.-giu. 2022        | SønderjyskE           | SL                    | 13         | 1          | CD              | 2               | 0               | -                  | -                  | -                  | -           | -           | -           | 13     | 1      |        |
| 2022-2023             | SønderjyskE           | 1D                    | 29         | 2          | CD              | 6               | 4               | -                  | -                  | -                  | -           | -           | -           | 35     | 6      |        |
| 2023-2024             | SønderjyskE           | 1D                    | 27         | 5          | CD              | 2               | 1               | -                  | -                  | -                  | -           | -           | -           | 29     | 6      |        |
| 2024-2025             | SønderjyskE           | SL                    | 12         | 1          | CD              | 2               | 1               | -                  | -                  | -                  | -           | -           | -           | 14     | 2      |        |
| Totale SønderjyskE    | Totale SønderjyskE    | Totale SønderjyskE    | 81         | 9          |                 | 12              | 6               |                    | -                  | -                  |             | -           | -           | 93     | 15     |        |
| Totale carriera       | Totale carriera       | Totale carriera       | 144        | 19         |                 | 14              | 6               |                    | -                  | -                  |             | -           | -           | 158    | 25     |        |

## Palmarès

### Club

#### Competizioni nazionali
- 1. Division: 1

SønderjyskE: 2023-2024